# Божидар Ђорђевић Кукар
Божидар Ђорђевић Кукар (Лесковац, 21. децембар 1919 — 20. фебруар 1992) био је српски фармацеут. Основао је позната предузећа Здравље и Хемофарм. 

## Биографија
Божидар Ђорђевић Кукар потиче из угледне лесковачке трговачке породице. У току живота био је: апотекар, привредник, директор школе, зачетник високо образовног кадра и активни учесник у културним токовима града Лесковца. Завршио је Гимназију у Лесковцу и Фармацеутски факултет у Загребу. За време студирања каријеру започиње као апотекарски помоћник, после Другог светског рата 1946. године формира државну апотеку која је постала темељ апотекарства читавог лесковачког краја. Након тога формира градско апотекарско предузеће, и козметички лабораторијум '' Хемофарм''. Касније отвара предузећа Здравље - фабрику фармацеутских и хемијских производа, и Невену - фабрику козметичких производа. Због недостатка стручног кадра, под покровитељством фабрике ''Здравље” основао је Хемијско-технолошку школу ''Здравље”, која касније добија назив Хемијско-технолошка школа ''Божидар Ђорђевић Кукар”. Отварањем фабрика и школе, подстакао је отварање Технолошког факултета у Лесковцу. Божидар је радио у фабрици ''Здравље'' до 1975. године када је отишао на нову позицију, место представника фабрике ''Алкалоид'' у Москви. Пензионисао се у Москви 1984. године.

## Оснивање школе
Након отварања фабрике ''Хемофарм” дошло је до несташице стручних кадрова. Божидар одлучује да сам оформи два курса за апотекарске помоћнике и лаборанте, којима он руководи и држи део стручних предмета. Након тога уследило је отварање фабрика ''Здравље” и ''Невена”, тиме и већа потреба за школованим радницима. Божидар отвара Хемијско-технолошку школу ''Здравље”, под покровитељством фабрике ''Здравље”, која званично постоји од 16. априла 1962. године.

## Порекло надимка
Божидар је свој надимак Кукар наследио од свог деде Трајка Ђорђевића. Трајко је био ковач, у једном периоду је почео израду карактеристичних металних кука у облику латиничног слова ''S''. Куке су биле јако популарне у том времену, тако да је Трајко добио надимак Кукар због њихове израде. Овај надимак је поред Божидара наследио и велики број чланова породице.